# Combat de Guimry
Les combats de Guimry ont eu lieu entre le 2 et le 5 janvier 2006, près du village de Guimry au Daghestan.

## Bataille
Les combats se sont déroulés sur une montagne entre quelque 3 000 soldats russes, dont 1 500 forces spéciales d'un côté et un groupe estimé à huit rebelles armés (ou 30 selon la version du Centre Kavkaz). Les forces gouvernementales étaient dirigées par le ministre de l'Intérieur du Daghestan, Adilgerei Magomedtagirov (le ministère a déclaré que le groupe militant comprenait des suspects dans une récente tentative d'assassinat contre le vice-ministre de l'Intérieur qui a coûté la vie à son fils).
Malgré l'artillerie lourde et les bombardements aériens, tous les combattants ont réussi à échapper à l'encerclement et à revenir au village, ne laissant derrière eux qu'une pirogue abandonnée. Au moins trois militaires d'OMON et Spetznaz sont morts et plus de dix ont été blessés au cours d'une bataille de trois jours, certains d'entre eux peut-être par des tirs amis. Selon le site séparatiste, plus de 50 soldats russes ont été « éliminés »[réf. nécessaire].
Les projets du gouvernement visant à pacifier le village de Gimry ont été initialement abandonnés en raison de l'importance symbolique du village en tant que lieu de naissance historique de l'Imam Chamil. L'opération de nettoyage à grande échelle du village a cependant été réalisée au cours de l'hiver 2007-2008.